# Alagna (Lombardei)
Alagna (auch: Alagna Lomellina) ist eine norditalienische Gemeinde (comune) mit 803 Einwohnern (Stand 31. Dezember 2023) in der Provinz Pavia in der Lombardei. Die Gemeinde liegt etwa 20,5 Kilometer westsüdwestlich von Pavia in der Lomellina. Die nordöstliche Gemeindegrenze bildet ein Teil des Terdoppios. 